# متحف بيت جليل ممادقولوزاده
متحف بيت جليل ممادقولوزاده (بالأذربيجانية: Cəlil Məmmədquluzadənin ev-muzeyi) - هو المتحف الذكري للكاتب الاجتماعي الأذربيجاني العظيم جليل ممادقولوزاده.

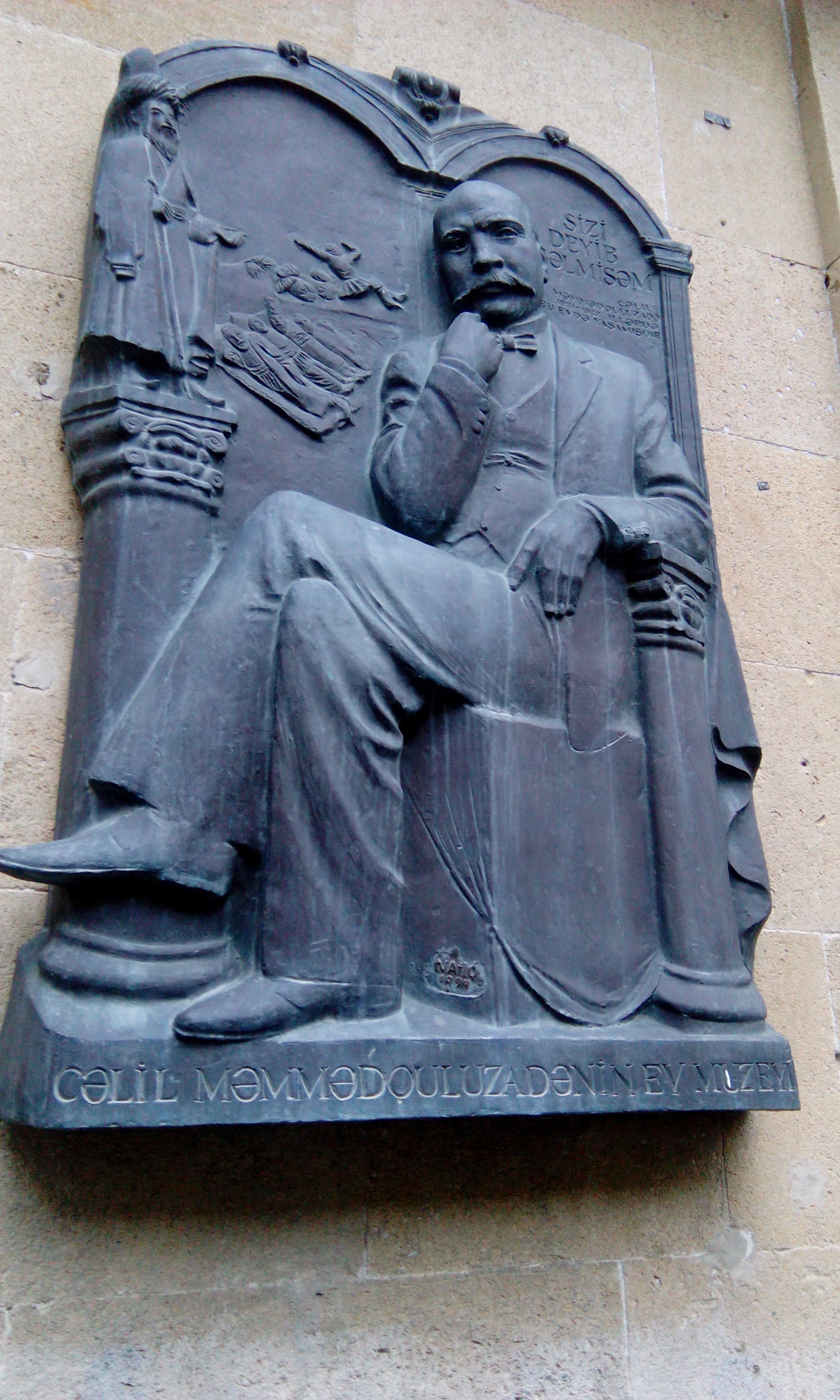
لوحة ذكرية جليل ممادقولوزاده أمام متحف بيت جليل ممادقولوزاده

## تاريخ متحف البيت
عاش ونشاء جليل ممادقولوزاده في هذا البيت، بين 1920-1932.
تم التأسيس المتحف بموجب القرار لحكومة جمهورية أذربيجان في 1978، في مدينة باكو، شارع سوليمان تاغيزاده 56.
و تم افتتاح المتحف في 1994، 28 ديسيمر، عشية الذكرى 125 جليل ممادقولوزاده.
شارك الرائس السابق لجمهوريةأذربيجان حيدر علييف في حفل الافتتاح.
تجمع حوالي 3000 معروض يعكس حياة ونشاط لجليل ممادقولوزاده وغيرهم من داعمي لحركة مولا نصر الدين.
يتكون متحف البيت من خمس غرف (مساحته 185 متر مربع).